# Сизов, Борис Иванович
Борис Иванович Сизов (1921—1945) — участник Великой Отечественной войны, Герой Советского Союза (1946 год), помощник начальника политического отдела (политотдела) по работе среди комсомольцев 3-й гвардейской кавалерийской дивизии (2-й гвардейский кавалерийский корпус, 1-й Белорусский фронт), гвардии старший лейтенант.

## Биография
Родился 28 июня 1921 года в деревне Москвино ныне Тейковского района Ивановской области. Русский. С 1929 года жил в посёлке Нерль того же района, здесь окончил школу. Затем два года учился в техникуме связи в Иваново.
В 1938 году был принят в Ленинаканское военное кавалерийское училище, но проучился только один год. Стать командиром помешала болезнь. Возвратившись домой, в 1939 году окончил курсы по подготовке учителей для средней школы. Работал учителем в школе села Малышево, ныне Владимирской области. Одновременно учился заочно в Ивановском учительском институте на историческом факультете, который окончил в 1942 году.
В апреле 1942 года был призван в Красную Армию Тейковским районным военным комиссариатом (райвоенкоматом). В июне того же года окончил школу младших командиров в 30-й запасной стрелковой бригаде. Затем ещё почти полгода служил помощником командира взвода в 143-м запасном стрелковом полку (город Слободской). В действующей армии с ноября 1942 года. Член ВКП(б) с 1943 года.
Воевал на Центральном, Брянском, 1-м Белорусском фронтах. Боевой путь сержант Сизов начал в 179-м гвардейском конно-артиллерийско-миномётном полку 3-й гвардейской кавалерийской дивизии. Комсомольцы избрали его секретарём батареи. В декабре 1943 года Сизова назначили на должность комсомольского организатора (комсорга) того же полка и присвоили звание — младший лейтенант. За личные качества, опыт и умение работать с людьми Сизов в октябре 1944 года назначен на должность помощника начальника политотдела дивизии по комсомолу.
Погиб 10 марта 1945 года на территории Польши в бою с отступающими на запад солдатами и офицерами дивизии СС. Был похоронен в городе Полчин-Здруй, в 1952 году останки перезахоронены на воинском кладбище в городе Бялогард (оба в Западнопоморском воеводстве, Польша).
Указом Президиума Верховного Совета СССР от 15 мая 1946 года за образцовое выполнение боевых заданий командования на фронте борьбы с немецко-фашистским захватчиками и проявленные при этом мужество и героизм гвардии старшему лейтенанту Сизову Борису Ивановичу посмертно присвоено звание Героя Советского Союза.
Награждён орденами Ленина (15.05.1946, посмертно), Отечественной войны 1-й степени (21.02.1945), Красной Звезды (8.10.1943), медалями «За отвагу» (8.08.1943), «За боевые заслуги» (19.03.1943).

## Память
- Приказом Министра обороны СССР № 95 от 26 апреля 1995 года ? навечно зачислен в списки 255-го гвардейского Мозырского Краснознамённого ордена Суворова танкового полка.
- В посёлке Нерль Тейковского района Ивановской области имя Сизова носит улица, установлен памятник-барельеф Герою[2], а на здании школы, носящей имя Сизова — находится мемориальная доска[3].
- С 1965 года его имя носит и школа в селе Малышево Владимирской области, откуда герой ушёл на фронт. В школе также организован музей.
- В городе Тейково имя Героя увековечено на мемориальной доске «Тейковчане — Герои Советского Союза» и на мемориале Героев в областном центре.
- В 1967 году была выпущена почтовая марка СССР, посвящённая Сизову.
- Мемориальная доска в честь Сизова установлена Российским военно-историческим обществом на школе посёлка Нерль, где он учился.